# Нарукавна стрічка «Курляндія»

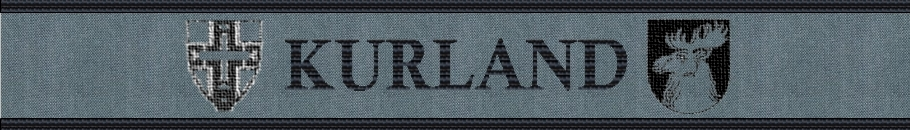
Нарукавна стрічка «Курляндія»

Нарукавна стрічка «Курляндія» (нім. Ärmelband Kurland) — військова нагорода Третього Рейху.

## Історія
Нагорода заснована Адольфом Гітлером 12 березня 1945 року для відзначення бійців групи армій «Курляндія», які потрапили в Курляндський котел. Це була остання відзнака, заснована Гітлером.
Згідно зі спогадами радянських офіцерів, стрічка виготовлялась на місцевому млині латвійськими жінками.

## Опис

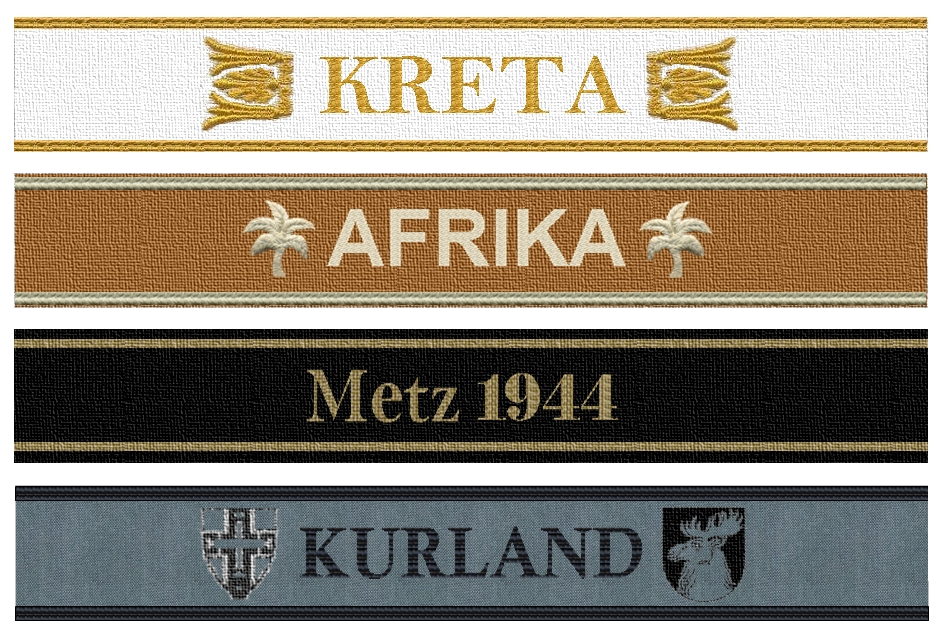
Нарукавні стрічки вермахту.

Чорна ребриста стрічка з написом KURLAND на сріблясто-білому фоні. З кожного боку напису зображений герб: ліворуч — щит з Балтійським хрестом, праворуч — щит із головою лося, символом Мітау, столиці Курляндії. Ширина стрічки — приблизно 38 мм.

## Умови нагородження
Стрічкою нагороджували військовослужбовців групи армій «Курляндія», які виконали одну з наступних умов:
- брали участь у боях з Червоною Армією протягом хоча б трьох місяців;
- Брали участь хоча б в трьох боях в Курляндії з шести;
- були поранені у боях в Курляндії.

Стрічка носилась на лівому передпліччі.